# Pardis Fardjad-Azad
Pardis Fardjad-Azad (aserbaidschanisch Pərdis Fərcad-Azad; * 12. April 1988 in West-Berlin) ist ein deutsch-aserbaidschanischer Fußballspieler mit iranischen Wurzeln. Er wird als Stürmer vorrangig auf dem Flügel eingesetzt.

## Karriere

### Verein
Der Westberliner Fardjad-Azad spielte in seiner Jugend für Hertha Zehlendorf in Berlin. Zur Saison 2007/08 wechselte er zur zweiten Mannschaft des Zweitligisten FC Carl Zeiss Jena. Zu Beginn der Saison machte er durch starke Leistungen auf sich aufmerksam und kam am 14. September 2012, dem 5. Spieltag der Zweitligasaison 2007/08, zu seinem Profidebüt, als er im Heimspiel gegen die TuS Koblenz (1:2) in der 64. Minute für Niels Hansen eingewechselt wurde. Danach kam er aber nur noch in der zweiten Mannschaft zum Einsatz.
Im Sommer 2009 entschied er sich deshalb zu einem Wechsel zum Regionalligisten VFC Plauen, wo er einen Einjahresvertrag unterschrieb. Schon ein Jahr später wechselte er zum Oberligisten Berliner AK 07, wo er mit zehn Toren in zweiundzwanzig Spielen ein wichtiger Bestandteil der Aufstiegsmannschaft war. Nach dem Aufstieg im Sommer 2011 kam er dann aber in der Regionalliga nur noch als Einwechselspieler zum Einsatz.
Daher entschied er sich im Sommer 2012 für einen Wechsel zum aserbaidschanischen Erstligisten Sumqayıt PFK, der zu diesem Zeitpunkt vom deutschen Trainer Bernhard Raab trainiert wurde. Dort spielte er vier Jahre und ging dann weiter zum FK Inter Baku. Es folgten weitere Stationen bei FK Keşlə und Zirə FK. Ab 2019 spielte er wieder in Deutschland und schloss sich dort Regionalligist FC Viktoria 1889 Berlin an. Nachdem er ab Sommer 2021 ein halbes Jahr vereinslos war, schloss er sich im Januar 2022 wieder dem Regionalligisten Berliner AK 07 an.

### Nationalmannschaft
Im Januar 2013 wurde der Westberliner Fardjad-Azad erstmals vom Nationaltrainer Berti Vogts für die aserbaidschanische Fußballnationalmannschaft nominiert. Am 1. Februar 2013 kam er dann im Freundschaftsspiel gegen Usbekistan (0:0) zu seinem Debüt, als er in der 66. Minute für Javid Imamverdiyev eingewechselt wurde.

## Erfolge
- Berliner Landespokalsieger: 2012
- Aserbaidschanischer Pokalsieger: 2018